# Albert Verria
Albert Verria (ur. 3 września 1936 w Fierze, zm. 17 sierpnia 2015 w Tiranie) – albański aktor pochodzenia arumuńskiego.

## Życiorys
W dzieciństwie przeniósł się wraz z rodziną do Wlory. Po ukończeniu średniej szkoły rolniczej, w latach 1956–1956 pracował jako zootechnik. W latach 1959–1963 studiował aktorstwo w szkole im. Aleksandra Moisiu, działającej przy Teatrze Ludowym  w Tiranie. Wkrótce po studiach rozpoczął pracę w teatrze Petro Marko we Wlorze i pozostał na tej scenie aż do przejścia na emeryturę.
Na dużym ekranie zadebiutował niewielką rolą pijaka w filmie Perse bie kjo daulle. Potem zagrał jeszcze w 20 filmach fabularnych. Za rolę w filmie Kapedani otrzymał nagrodę państwową. W 1979 został uhonorowany tytułem Artysty Ludu (alb. Artist i Popullit). Zmarł po długiej chorobie.
W 2006 został wyróżniony tytułem Honorowego Obywatela Wlory.

## Role filmowe
- 1969: Perse bie kjo daulle jako pijak
- 1970: I teti ne bronz jako Alo
- 1971: Kur zbardhi nje dite jako Bakalli
- 1972: Kapedani jako Sulo
- 1973: Brazdat jako ojciec Adema
- 1973: Operacioni zjarr jako Hiluku
- 1974: Shtigje lufte jako Jani Ferra
- 1974: Shpërthimi jako wujek Kasem
- 1975: Ne fillim te veres jako kapral Pellegrini
- 1976: Thirrja jako Lec Kabashi
- 1978: I treti jako Saliu
- 1978: Koncert ne vitit 1936 jako Nuri bej
- 1978: Nga mesi e erresires jako Ibish
- 1979: Pertej mureve te gurta jako ojciec Asima
- 1980: Goditja jako Faslliu
- 1980: Deshmoret e monumenteve jako sklepikarz Tasi
- 1981: Agimet e stines se madhe jako Soll Lili
- 1982: Ditet e qytetit tim
- 1985: Melodi e panderprere jako Jani
- 1986: Rrethimi e vogel jako Kopi
- 1987: Ne emer te lirisë
- 1989: Historiani dhe kameleonet jako historyk
- 1998: Dasma e Sakos jako Fatih bej
- 2005: Trapi i vjeter